# Radoševac (Golubac)
Pour les articles homonymes, voir Radoševac.
Radoševac (en serbe cyrillique : Радошевац) est un village de Serbie situé dans la municipalité de Golubac, district de Braničevo. Au recensement de 2011, il comptait 227 habitants.

## Démographie

### Évolution historique de la population
| 1948 | 1953 | 1961 | 1971 | 1981 | 1991 | 2002 | 2011 |
| ---- | ---- | ---- | ---- | ---- | ---- | ---- | ---- |
| 444  | 413  | 382  | 391  | 365  | 314  | 261  | 227  |

|  |